# Thyrateles camelinops
Thyrateles camelinops är en stekelart som beskrevs av Heinrich 1961. Thyrateles camelinops ingår i släktet Thyrateles och familjen brokparasitsteklar. Inga underarter finns listade i Catalogue of Life.